# Jonas Rivera
Jonas Rivera é um produtor de cinema estadunidense. Membro da Pixar, venceu o Oscar de melhor filme de animação na edição de 2016 pela realização de Inside Out.

## Filmografia
- Toy Story (1995)
- A Bug's Life (1998)
- Toy Story 2 (1999)
- Monsters, Inc. (2001)
- Cars (2006)
- Up (2009)
- Inside Out (2015)
- Riley's First Date? (2015)
- Toy Story 4 (2019)